# Mieczysław Karłowicz
Mieczysław Karłowicz (Višneva, 11 de dezembro de 1876 – Montanhas Tatra, 8 de fevereiro de 1909) foi um compositor polonês do Romantismo nascido em Wiszniew, hoje denominada Višnieva (Ві́шнева), pequena localidade na província de Minsk em Bielorrússia.
Herdou o talento musical de seu pai, Jan, historiador e músico. Estudou em Varsóvia com Noskowski e em Berlim com Urban. Entre 1906 e 1907 estudou regência com Nikisch.
Karłowicz morreu enquanto esquiava nos montes Tatra durante uma avalanche em 1909, aos 32 anos de idade. Está sepultado no Cemitério de Powązki em Varsóvia.

## Obra
Mieczysław Karłowicz publicou 14 obras, nas quais figuram:
- 23 canções;
- 1 sinfonia;
- 1 concerto para violino;
- 6 poemas sinfônicos, além de;
- 2 outras peças orquestrais.